# 天野直二
天野 直二（あまの なおじ、1949年 - ）は、日本の医学者、精神科医。岡谷市民病院病院長。信州大学医学部名誉教授。元信州大学理事・副学長。医学博士。

## 来歴
- 1949年 - 岐阜県岐阜市に生まれる
- 1975年 - 横浜市立大学医学部医学科卒業。横浜市立大学附属病院研修医
- 1977年 - 横浜市立大学医学部精神医学教室
- 1978年 - 弘徳会愛光病院常勤医
- 1979年 - 神奈川県総合リハビリテーションセンター精神神経科医員
- 1981年 - 横浜市立大学医学部精神医学講座助手
- 1986年 - 医学博士（横浜市立大学）[2]。神奈川県総合リハビリテーションセンター精神神経科精神科副部長、後に部長
- 1994年 - 東京大学医学部精神医学教室講師。同医学系研究科において講師、後に助教授
- 2000年 - 信州大学医学部精神医学教室主任教授
- 2003年 - 信州大学医学部附属病院医療福祉支援センター長[1]
- 2004年 - 信州大学医学部附属病院子どものこころ診療部長
- 2008年 - 信州大学医学部附属病院卒後臨床研修センター長。信州大学医学部附属病院病院長補佐
- 2009年 - 信州大学医学部附属病院副病院長
- 2011年 - 信州大学理事・副学長。信州大学医学部附属病院長[3]
- 2015年 - 岡谷市民病院病院長

## 著書

### 共著
- 秋元波留夫、仙波恒雄、天野直二『二十一世紀 日本の精神医療 ―過去・現在・未来を見据えて』SEC出版、2003年9月。ISBN 9784434035043。

## 関連人物
- 融道男
- 吉松和哉